# Molí d'en Sala (Sant Martí de Llémena)
El Molí d'en Sala és una obra de Sant Martí de Llémena (Gironès) inclosa a l'Inventari del Patrimoni Arquitectònic de Catalunya.

## Descripció
Edifici penjat damunt el riu, sobre un fort desnivell. Està format per dos cossos afegits i d'èpoques diferents. El primer, d'una sola planta, està situat a peu de carretera i paral·lel al riu, i presenta una planta interior més. L'altre cos està afegit posteriorment, més penjat al riu i situat en perpendicular. El cos antic és el més proper a la terra. Té un pas a nivell inferior, paral·lel a l'edifici, amb accés per sengles arcs de punt rodó a les façanes laterals.
Al conjunt s'accedeix pel primer cos, a nivell de carretera, i per porta de modillons situada asimètricament respecte la façana. La façana esquerra té una finestra amb motius goticitzants a nivell del primer pis i damunt l'arc de pas. El canal entra al molí a nivell del pas inferior i pel costat dret de la façana.